# Scatopsciara morionella
Scatopsciara morionella är en tvåvingeart som först beskrevs av Holmgren 1883.  Scatopsciara morionella ingår i släktet Scatopsciara och familjen sorgmyggor. Inga underarter finns listade i Catalogue of Life.